# BW Волопаса
BW Волопаса (лат. BW Boötis), HD 128661 — тройная звезда в созвездии Волопаса на расстоянии приблизительно 469 световых лет (около 144 парсеков) от Солнца. Возраст звезды определён как около 912 млн лет.
Пара первого и второго компонентов — двойная затменная переменная звезда типа Алголя (EA)*. Видимая звёздная величина звезды — от +7,46m до +7,13m. Орбитальный период — около 3,3328 суток.

## Характеристики
Первый компонент — белая Am-звезда спектрального класса F0V, или A1V, или A2Vm*, или A0-A4, или A0, или Am. Масса — около 2,184 солнечных, радиус — около 2,498 солнечных, светимость — около 16,17 солнечных. Эффективная температура — около 8133 K.
Второй компонент — жёлто-оранжевая звезда спектрального класса G6*, или K1IV. Масса — около 1,1 солнечной, радиус — около 1 солнечного*.
Третий компонент — красный карлик спектрального класса M. Масса — около 130,9 юпитерианских (0,125 солнечной). Удалён на 1,94 а.е..